# Mankuse
Mankuse oder Mankus (lat. mancus oder mancusus) ist im frühen Mittelalter in unterschiedlicher Verwendung die Bezeichnung einer Münze, einer Rechnungseinheit oder eines Goldgewichts.

## Verwendung und Herkunft

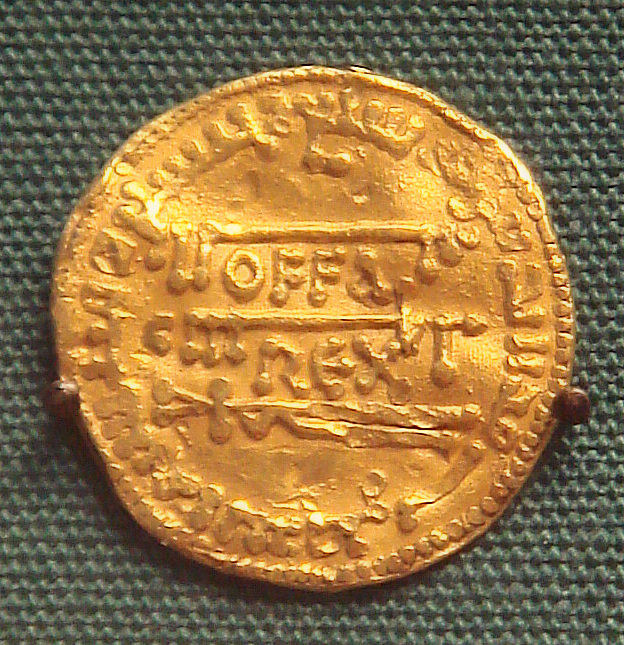
Mankus (British Museum)

Die Verwendung des Begriffs mancus ist während des Zeitraums vom Ende des achten bis zum Ende des elften Jahrhunderts nachzuweisen und wurde in den drei genannten Bedeutungen vor allem in Italien und England, später auch in Spanien verwendet. Ein Brief Leos III. an König Cenwulf aus dem Jahr 797 erwähnt eine Zahlung von jährlich 365 Mankusen des Königs Offa an den Papst. Eine dieser Münzen ist in Rom gefunden worden.
Der Wert eines Mankus als Münze wird mit 30 Silberdenaren gleichgesetzt. Als Goldgewicht entspricht er etwa 4,25 g.
Die Herkunft des Namens mancus ist Gegenstand kontroverser Diskussionen. Während Grierson die Entstehung des mancus im italienischen Raum sieht und den solidus mancus als eine Art leichtgewichtigen, also mangelhaften solidus dem vollwertigen Goldsolidus gegenüberstellt, ist nach Welin der Begriff arabischen Ursprungs, abgeleitet von manqūsh (منقوش, gravieren, prägen).